# Diócesis de Grand-Bassam
La diócesis de Grand-Bassam (en latín: Dioecesis Bassam Maioris y en francés: Diocèse de Grand-Bassam) es una circunscripción eclesiástica de la Iglesia católica en Costa de Marfil. Se trata de una diócesis latina, sufragánea de la arquidiócesis de Abiyán. Desde el 27 de marzo de 2010 su obispo es Raymond Ahoua, de la Pequeña Obra de la Divina Providencia.

## Territorio y organización
La diócesis tiene 8354 km² y extiende su jurisdicción sobre los fieles católicos de rito latino residentes en las comunas de Port-Bouët y Koumassi del distrito autónomo de Abiyán y en la región de Sud-Comoé del distrito de Comoé.
La sede de la diócesis se encuentra en la ciudad de Grand-Bassam, en donde se halla la Catedral del Sagrado Corazón de Jesús.
En 2021 en la diócesis existían 52 parroquias agrupadas en 6 sectores: Koumassi, Port-Bouët, Grand-Bassam, Bonoua, Aboisso y Maféré.

## Historia
La diócesis fue erigida el 8 de junio de 1982 mediante la bula De universa Ecclesia del papa Juan Pablo II, obteniendo el territorio de la arquidiócesis de Abiyán.

## Estadísticas
Según el Anuario Pontificio 2022 la diócesis tenía a fines de 2021 un total de 452 450 fieles bautizados.
| Año                                                                             | Población            | Población | Población      | Sacerdotes | Sacerdotes    | Sacerdotes    | Bautizados por sacerdote | Diáconos permanentes | Religiosos | Religiosos | Parroquias |
| Año                                                                             | Bautizados católicos | Total     | % de católicos | Total      | Clero secular | Clero regular | Bautizados por sacerdote | Diáconos permanentes | Varones    | Mujeres    | Parroquias |
| ------------------------------------------------------------------------------- | -------------------- | --------- | -------------- | ---------- | ------------- | ------------- | ------------------------ | -------------------- | ---------- | ---------- | ---------- |
| 1990                                                                            | 137 811              | 879 845   | 15.7           | 30         | 11            | 19            | 4593                     |                      | 33         | 44         | 13         |
| 1999                                                                            | 230 841              | 962 886   | 24.0           | 52         | 27            | 25            | 4439                     |                      | 28         | 86         | 15         |
| 2000                                                                            | 230 841              | 962 886   | 24.0           | 54         | 29            | 25            | 4274                     |                      | 28         | 86         | 15         |
| 2001                                                                            | 230 841              | 962 886   | 24.0           | 60         | 35            | 25            | 3847                     |                      | 28         | 86         | 15         |
| 2002                                                                            | 230 841              | 962 886   | 24.0           | 65         | 40            | 25            | 3551                     |                      | 28         | 86         | 16         |
| 2003                                                                            | 230 841              | 962 886   | 24.0           | 65         | 40            | 25            | 3551                     |                      | 28         | 86         | 18         |
| 2004                                                                            | 230 841              | 962 886   | 24.0           | 66         | 41            | 25            | 3497                     |                      | 29         | 96         | 18         |
| 2006                                                                            | 185 000              | 1 345 208 | 13.8           | 105        | 69            | 36            | 1761                     |                      | 41         | 99         | 26         |
| 2013                                                                            | 401 243              | 1 639 000 | 24.5           | 99         | 97            | 2             | 4052                     |                      | 18         | 66         | 44         |
| 2016                                                                            | 413 761              | 1 764 000 | 23.5           | 108        | 81            | 27            | 3831                     |                      | 48         | 73         | 45         |
| 2019                                                                            | 430 890              | 1 959 500 | 22.0           | 99         | 71            | 28            | 4352                     |                      | 52         | 70         | 50         |
| 2021                                                                            | 452 450              | 2 058 430 | 22.0           | 115        | 87            | 28            | 3934                     |                      | 54         | 70         | 52         |
| Fuente: Catholic-Hierarchy, que a su vez toma los datos del Anuario Pontificio. |                      |           |                |            |               |               |                          |                      |            |            |            |

## Episcopologio
- Joseph Akichi † (8 de junio de 1982-5 de abril de 1993 falleció)
- Paul Dacoury-Tabley (19 de diciembre de 1994-27 de marzo de 2010 retirado)
- Raymond Ahoua, F.D.P., desde el 27 de marzo de 2010